# Marino da Silva
Marino da Silva (São Leopoldo, 21 de março de 1939) é um ex-futebolista brasileiro.

## Carreira
Começou nos juvenis do Aimoré e permaneceu no time principal de 1956 a 1959, quando foi vice-campeão gaúcho, perdendo para o Grêmio.
Em 1960, foi convocado para o Pan-americano da Costa Rica e depois foi contratado pelo Grêmio, onde foi várias vezes campeão gaúcho.
É reconhecido por ter sido o único jogador gremista a ter feito quatro gols num único Grenal, em 1 de maio de 1963, sendo  também o terceiro maior goleador gremista em Grenais, com sete gols, atrás de Luiz Carvalho (17) e Alcindo (12). Em 1962, fez um gol no lendário goleiro Lev Yashin durante uma excursão do Grêmio. Também jogou pelo Cerro do Uruguai, no Esportivo e no Internacional.
Após encerrar a carreira, estabeleceu-se em sua cidade natal, trabalhando nas escolinhas do Aimoré de 1994 a 2001. Em março de 2010, o Aimoré inaugurou um alojamento com seu nome.
O jogador esta entre os 10 maiores artilheiros do tricolor gaúcho com 117 gols.
| “ | "Não sou nenhum Garrincha, mas sei abrir uma defesa" | ” |

## Títulos
- Campeonato Gaúcho Grêmio: 1960, 1962, 1963, 1964,
- Torneio da Legalidade: 1962.